# Edward Fredkin
Edward Fredkin (* 2. Oktober 1934 in Los Angeles, Kalifornien; † 13. Juni 2023 in Brookline, Massachusetts) war ein früher Pionier der Digitalen Physik (zuletzt verwendete er den Begriff Digitale Philosophie). Die Hauptbeiträge seiner Arbeit betreffen die Bereiche reversibles Computing und zelluläre Automaten. Während Konrad Zuses Buch Rechnender Raum (1969) die Bedeutung reversibler Computation hervorhob, brachte das Fredkin Gate den entscheidenden Durchbruch auf dem Gebiet.
Edward Fredkin brach den Besuch des California Institute of Technology nach einem Jahr ab und trat mit 19 der US-Luftwaffe bei, um Kampfjetpilot zu werden. Seine Computerkarriere begann 1956, als die Air Force ihm eine Arbeit am MIT Lincoln Laboratory zuwies. Er arbeitete in den frühen 1960er Jahren bei Bolt Beranek and Newman, wo er den PDP-1-Assembler schrieb. 1968 setzte er seine akademische Laufbahn als Professor am MIT fort. Von 1971 bis 1974 war er Leiter von Project MAC. Er arbeitete ein Jahr am California Institute of Technology gemeinsam mit Richard Feynman und war sechs Jahre lang Professor für Physik an der Boston University. Er hat eine Professur an der Carnegie-Mellon-Universität und eine Gastprofessur am MIT.
Fredkin gründete Information International Inc. und war Geschäftsführer von verschiedenen Firmen, unter anderem auch für Information International, Three Rivers Computer Corporation, New England Television Corporation.
Fredkin beschäftigte sich sowohl mit Hardware als auch mit Software. Er war der Erfinder des Tries, einer Datenstruktur zur Suche nach Zeichenketten. Weitere seiner Erfindungen sind das Fredkin Gate und das Billard Ball Model für reversibles Computing. Er forschte auch im Bereich Computer Vision, Computerschach und anderen Teilbereichen der Künstlichen Intelligenz. Daneben beschäftigte er sich mit theoretischen Fragen der Physik und Computermodellen der Physik. Dabei entwickelte er „Salt“, ein Berechnungsmodell, das auf den fundamentalen Erhaltungssätzen der Physik beruht.
Fredkin wurde 1983/84 mit dem Dickson Prize in Science ausgezeichnet.